# 先驅者 (雜誌)
《先驅者》（Forerunner，1909年-1916年），是創刊於1909年11月，以月刊形式出版的雜誌。由夏綠蒂·珀金斯·吉爾曼（Charlotte Perkins Gilman，1860年－1935年）一人單獨撰寫、編輯與發行，至1916年12月停刊，共七年又兩個月，七卷86期。

## 歷史
創辦人吉爾曼是美國著名的小說家、詩人與社會改革的演說家。著名的作品有小說《黃色壁紙》（The Yellow Wallpaper）與《她鄉》（Herland），其中《她鄉》即是於1915年在《先驅者》上開始連載，然後於1979年才以書籍形式出版。
《先驅者》除了創刊號是32頁外，之後各期因成本因素考量，吉爾曼控制在28頁出版。每期內容主要有短篇小說、連載小說、論文、書評和詩。透過這些創作反映吉爾曼個人對於女權運動與社會主義的思想，並且向讀者宣達她的理念。
不過，吉爾曼對女權運動的想法與後來的女性主義不同，對社會主義的理念也與馬克思不同。吉爾曼無論對於女權運動或是社會主義的想法，都是從「人性」與「發展」這兩個點出發。對於前者，她認為婦女的完全解放並不只是基於女性本質（femaleness）上，而是在人類本質（humanness）上。換句話說，她認為人類是由具有男性特質的人（the masculine）與具有女性特質的人（feminine）構成，無關性別。因此，在《先驅者》中提倡婦女投票權運動，原因是真正的民主本質上不能缺少婦女投票，而非男女的政治平等本身足以解放婦女。
對於後者，吉爾曼認知的社會主義是一種人類經濟體系的自然演進，並且她認知的社會做為人類的一個單位是會以人類的利益立法。所以在這樣的社會主義方向所做的每一個步驟將有益於人類，諸如縮減階級特權、擴大就業機會和保障工作權。在《先驅者》中，她為社會管理的社會功能、自然資源的公有制和集體生產宣傳。
《先驅者》在1916年停刊，除了訂閱人數沒有成長以致沒有足夠的財力支援外，主要的原因是吉爾曼認為她已經說完她想說的事情了，而且她也無力再負擔下去了，之後她專心投入自傳The Living of Charlotte Perkins Gilman的寫作。由今日來看，《先驅者》可以作為瞭解美國20世紀早期社會經濟思想的文獻資料，況且吉爾曼一人完成一份期刊，也可算是出版界的一項創舉。